# Virginia Slims of Chicago 1976
Virginia Slims of Chicago 1976  — жіночий тенісний турнір, що проходив на закритих кортах з килимовим покриттям International Amphitheatre в Чикаго (США) в рамках Світової чемпіонської серії Вірджинії Слімс 1976. Турнір відбувся вп'яте і тривав з 26 січня до 31 січня 1976 року. Третя сіяна Івонн Гулагонг Коулі здобула титул в одиночному розряді й отримала за це 15 тис. доларів США.

## Фінальна частина

### Одиночний розряд
Івонн Гулагонг Коулі —  Вірджинія Вейд 3–6, 6–4, 6–2

### Парний розряд
Ольга Морозова /  Вірджинія Вейд —  Івонн Гулагонг Коулі /  Мартіна Навратілова 6–7(4–5), 6–4, 6–4

## Розподіл призових грошей
| Дисципліна       | П       | F      | ПФ     | ЧФ     | 1/8    | 1/16 |
| Одиночний розряд | $15,000 | $8,000 | $4,275 | $1,900 | $1,100 | $550 |